# Симфонія № 17 (Моцарт)

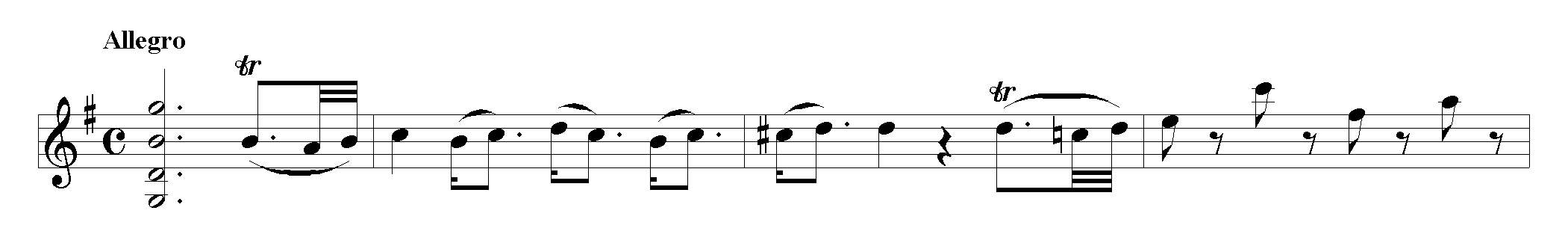
Симфонія № 17 (Моцарт), початок

Симфонія № 17, фа мажор, KV 129 Вольфганга Амадея Моцарта була написана в 1772 році.
Структура:
1. Allegro, 4/4
2. Andante, 2/4
3. Allegro, 3/8

Склад оркестру:
2 гобої, 2 валторни, струнні.